# Застава Албаније
Застава Албаније је црвена база са црним двоглавим орлом у средишту. Води порекло од сличног грба (печата) Ђерђа Кастриота Скендербега, из 15. века, који је водио побуну против Османског царства које је резултовало кратком независношћу Албаније од 1443. до 1478. Садашња застава је званично усвојена 7. априла, 1992, али су и пређашње албанске државе–Краљевина Албанија и послератна комунистичка држава, користиле скоро исту заставу; прва је имала „Скендербегов шлем“ изнад орла, а друга црвену петокраку са жутим оквиром.
Застава Албаније је можда била инспирација за заставу измишљене земље, Силдавије у цртаним филмовима Тинтин.

## Галерија
- Застава независне Албаније
- Застава се користила током Албанског народног препорода у 19. и почетком 20. века.[1]
- Застава Кнежевине Албаније
(1914−1920)
- Застава Кнежевине Албаније
(1920−1926)
- Застава Албанске републике
(1926–1928)
- Застава Краљевине Албаније
(1928–1934)
- Застава Краљевине Албаније
(1934–1939)
- Застава Краљевине Албаније (италијанска окупација)
(1939–1943)
- Застава Краљевине Албаније (немачка окупација)
(1943–1944)
- Застава Демократске владе Албаније
(1944–1946)
- Застава Народне Републике Албаније
(1946–1992)
- Застава Републике Албаније
(1992–2002)